# Metriozonium jabadinum
Metriozonium jabadinum är en mångfotingart som beskrevs av Carl Graf Attems 1951. Metriozonium jabadinum ingår i släktet Metriozonium och familjen Siphonotidae. Inga underarter finns listade i Catalogue of Life.